# Gente conmigo
Gente conmigo es una película de Argentina en blanco y negro  dirigida por Jorge Darnell sobre  el guion de Jorge Masciangoli según la novela homónima de Syria Poletti que se estrenó el 2 de marzo de 1967 y que tuvo como protagonistas a Violeta Antier, Fernanda Mistral, Alberto Argibayy Milagros de la Vega. La película tuvo como título alternativo el de El miedo, está ambientada en 1949 y fue rodada parcialmente en Italia y Bariloche. 

## Sinopsis
Una italiana llega a Buenos Aires y sufre todo tipo de desventuras sociales y personales.

## Reparto
Participaron en el filme los siguientes intérpretes:
- Violeta Antier ...	Nora
- Fernanda Mistral ...	Bertina
- Alberto Argibay	 ...	Renato
- Milagros de la Vega ...	Abuela de Nora
- Norma Aleandro	 ...	Valentina Vernisi
- Jorge Rivera López ...	Antonio Croatti
- Osvaldo Terranova	 ...	Esteban Berardi
- Margarita Corona ...	Paisana
- Cipe Lincovsky ...	Magdalena
- Pedro Buchardo
- Juan Manuel Tenuta

## Comentarios
El Mundo dijo del filme:

”Retórica de la desgracia… Inconexa y gélida versión cinematográfica”.

La Prensa señaló de la película:

”Actuación monocorde y exasperadamente melodramática”.

Manrupe y Portela escriben:

”Inusual visión de la inmigración de postguerra aunque poco convincente”.